# Aachen-Mitte
Aachen-Mitte is een van de zeven stadsdelen (Stadtbezirke) van de Duitse stad Aken, deelstaat Noordrijn-Westfalen. Het stadsdeel omvat behalve de historische centra van Aken en Burtscheid ook een groot aantal buitenwijken, sommige zeer landelijk. Het moet dus niet verward worden met de Altstadt, het historische stadscentrum binnen de voormalige Stadsmuren van Aken.
Aachen-Mitte is het grootste stadsdeel van de gemeente Aken, zowel qua oppervlakte als qua inwonertal. Het grondgebied komt overeen met dat van de gemeente Aken vóór de fusie van 1 januari 1972. Het inwonerstal bedroeg eind 2016 164.904, ruim meer dan de helft dan dat van de gemeente Aken.

## Indeling
Aken-Mitte kan worden ingedeeld in de volgende zestien, niet officieel vastgelegde wijken (Ortsbezeichnungen):
- Altstadt
- Aachen-West
- Beverau
- Bildchen
- Burtscheid
- Forst
- Frankenberg
- Grüne Eiche
- Hörn
- Lintert
- Pontviertel
- Preuswald
- Ronheide
- Rothe Erde
- Steinebrück
- Rosviertel

Een andere indeling gaat uit van drie kadastrale Gemarkungen: Aken, Burtscheid en Forst. Daarnaast wordt voor statistische doeleinden een afwijkende indeling van 25 statistische Bezirke gehanteerd.

## Bezienswaardigheden
Binnen het historische centrum van Aken (de Altstadt) is de Dom van Aken met de Karolingische Paltskapel en de bijbehorende schatkamer de belangrijkste bezienswaardigheid. Niet alleen de geschiedenis van de Dom, maar ook die van de Granusturm, het Stadhuis van Aken en het plein Katschhof zijn nauw verbonden met de Akense koningspalts, het paleis van Karel de Grote.
Andere bezienswaardigheden in het oude centrum zijn de Sint-Adalbertkerk, de Langer Turm, de Ponttor en de Marschiertor, het Altes Kurhaus, de Elisenbrunnen en het Theater Aachen, die laatste twee ontworpen door de beroemde architect Karl Friedrich Schinkel. Eveneens bezienswaardig zijn de in het noordwestelijk deel van de binnenstad gelegen universiteitsgebouwen van de RWTH Aachen, waarvan er zo'n twintig als monument staan geregistreerd.
Net buiten het historische centrum ligt het fraai aangelegde stadspark Stadtgarten Aachen met daarin onder andere het Kongressdenkmal en het Neues Kurhaus. Iets verder weg maar nog steeds op loopafstand van het centrum ligt de 264 m hoge Lousberg met een fraai aangelegd park en een obelisk uit de Franse tijd.
Het aan het Akense stadscentrum grenzende Burtscheid is eigenlijk een tweede stadskern. Bezienswaardig zijn de Abdij van Burtscheid en de Sint-Michaëlkerk, beide ontworpen door de Akense barokarchitect Johann Joseph Couven. Ook het omliggende Kurpark is zeker een bezoek waard. Iets buiten het centrum van Burtscheid ligt de middeleeuwse Burcht Frankenberg.
Van de bekendere musea liggen de eerder vermelde Domschatkamer, het Centre Charlemagne, het Couvenmuseum en het Suermondt-Ludwig-Museum in het oude centrum. Het Ludwig Forum für Internationale Kunst ligt daar iets buiten.

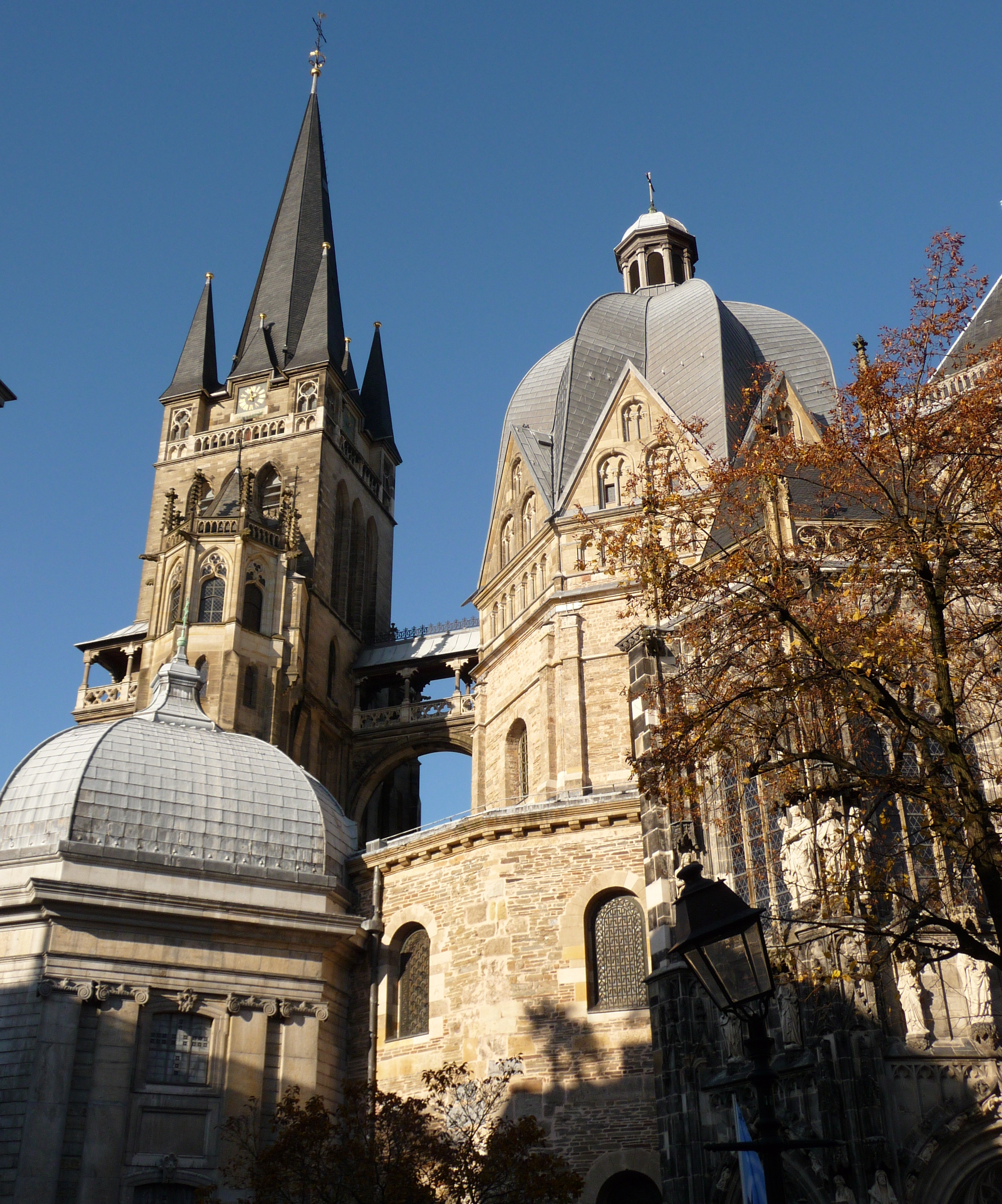
Dom van Aken
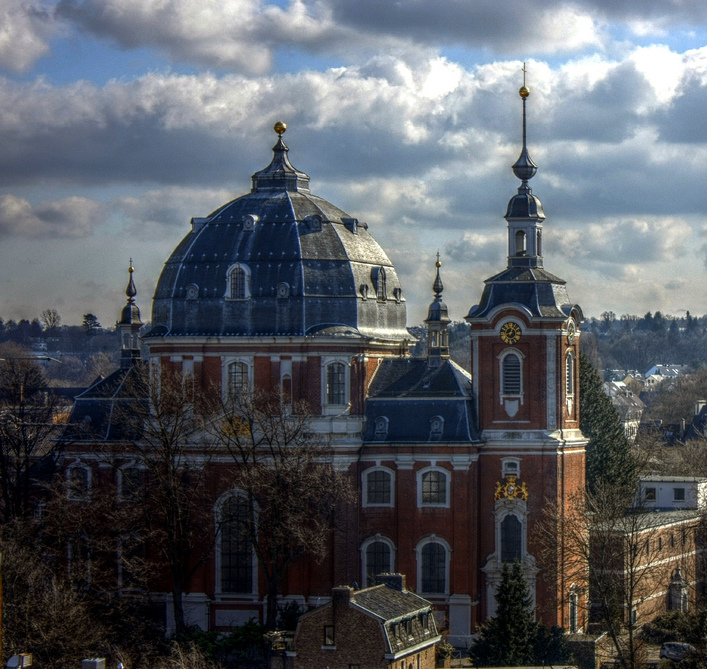
Abdijkerk van Burtscheid
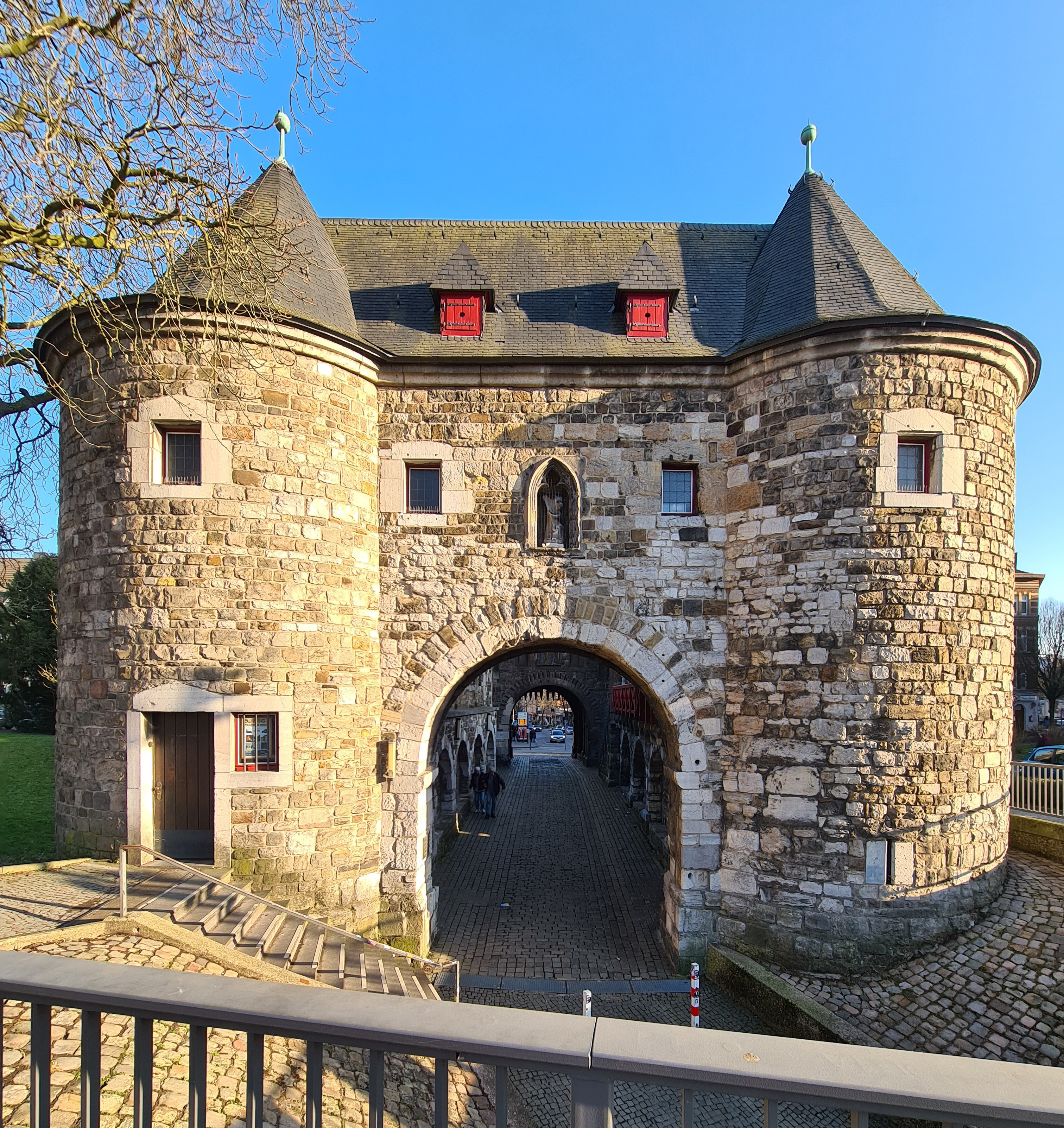
Ponttor
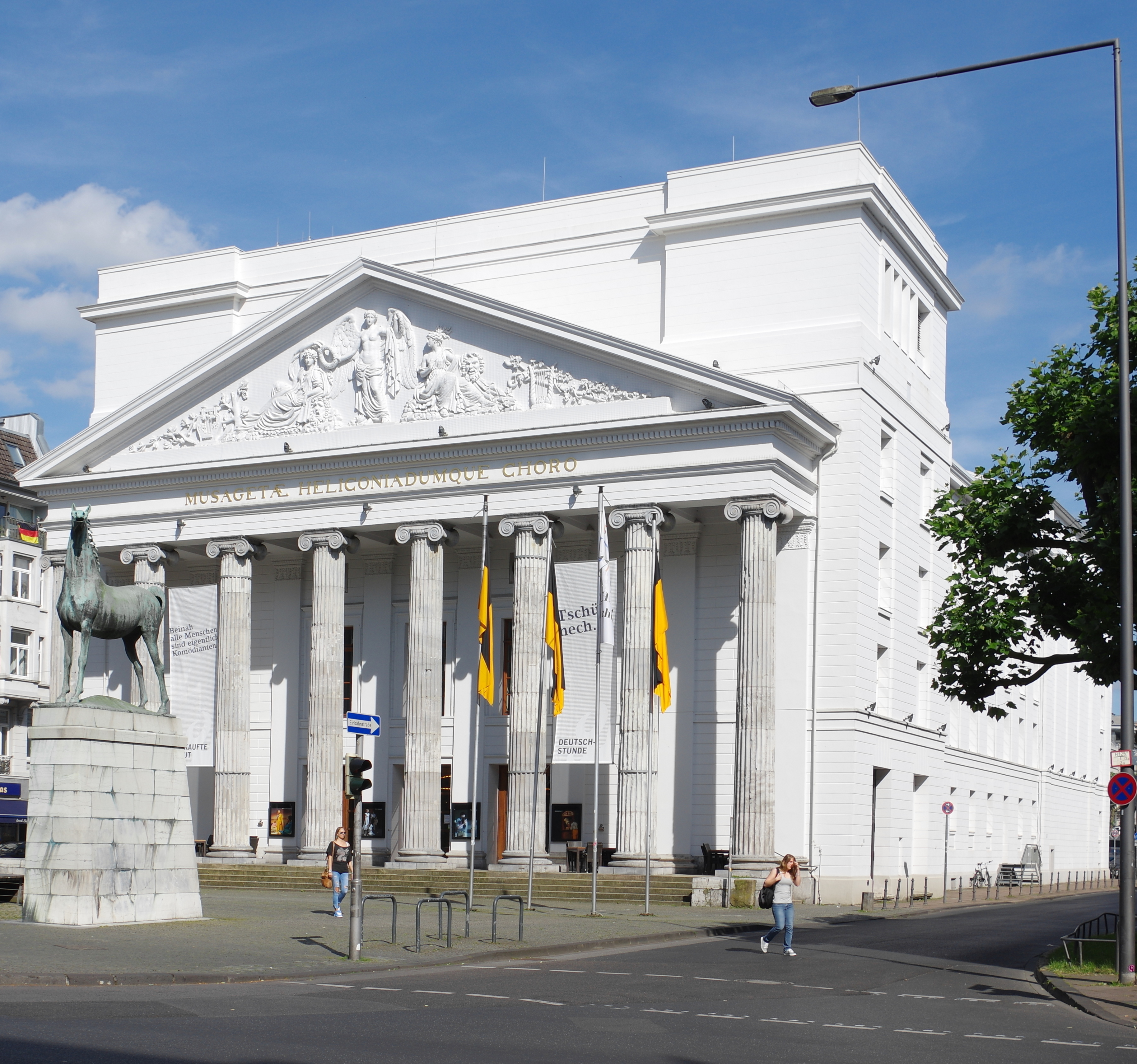
Theater Aachen
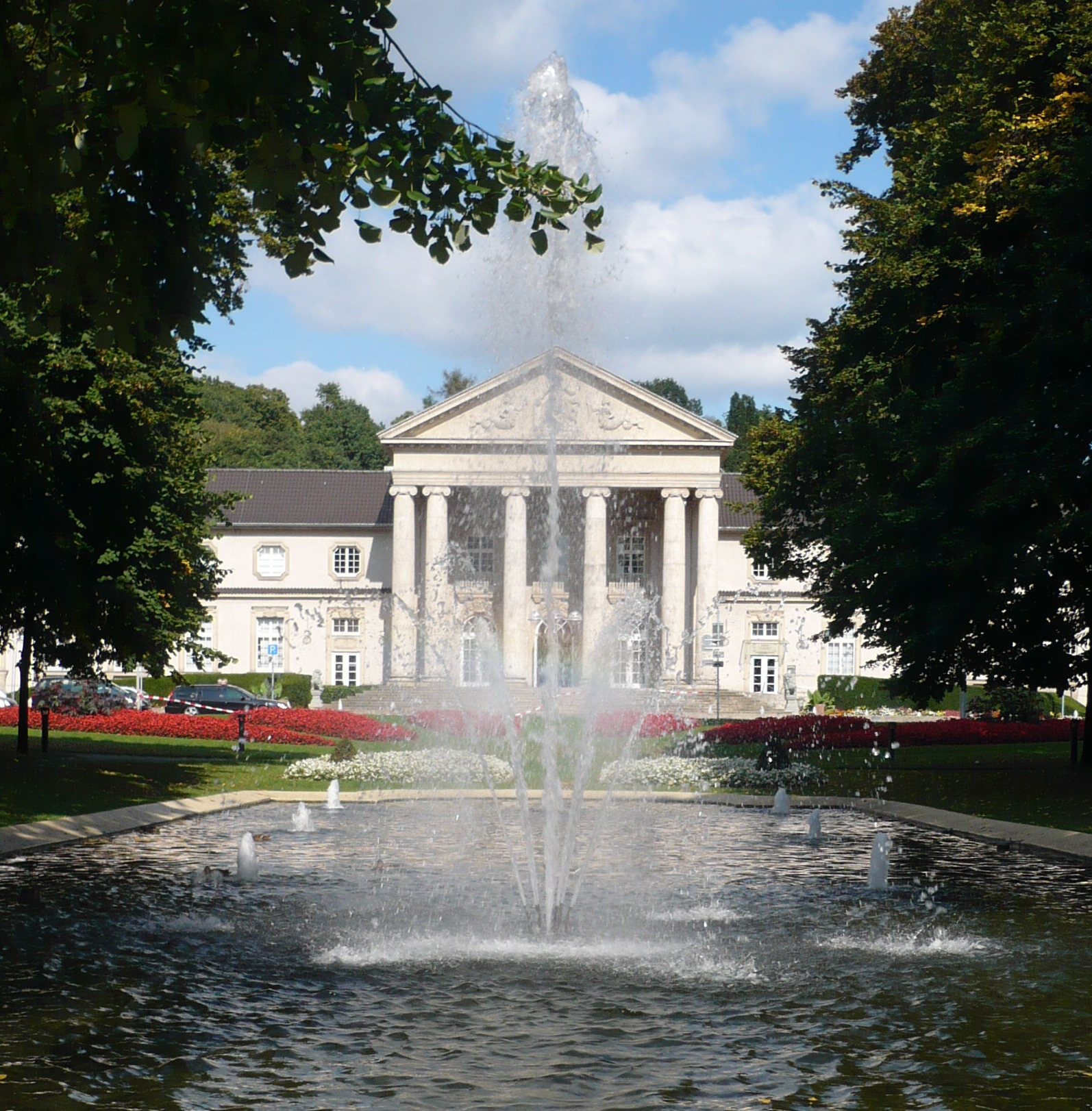
Neues Kurhaus
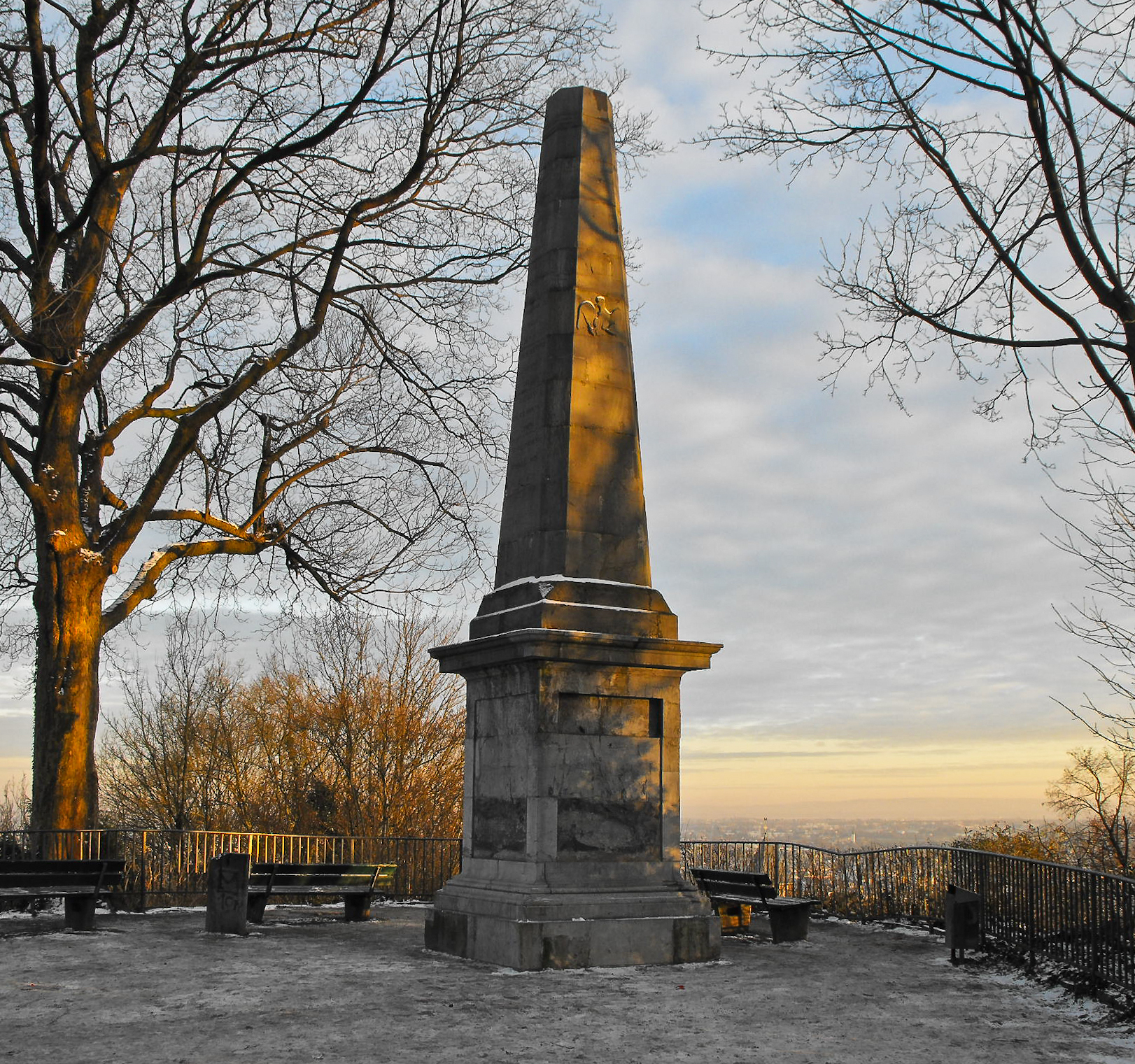
Obelisk op de Lousberg
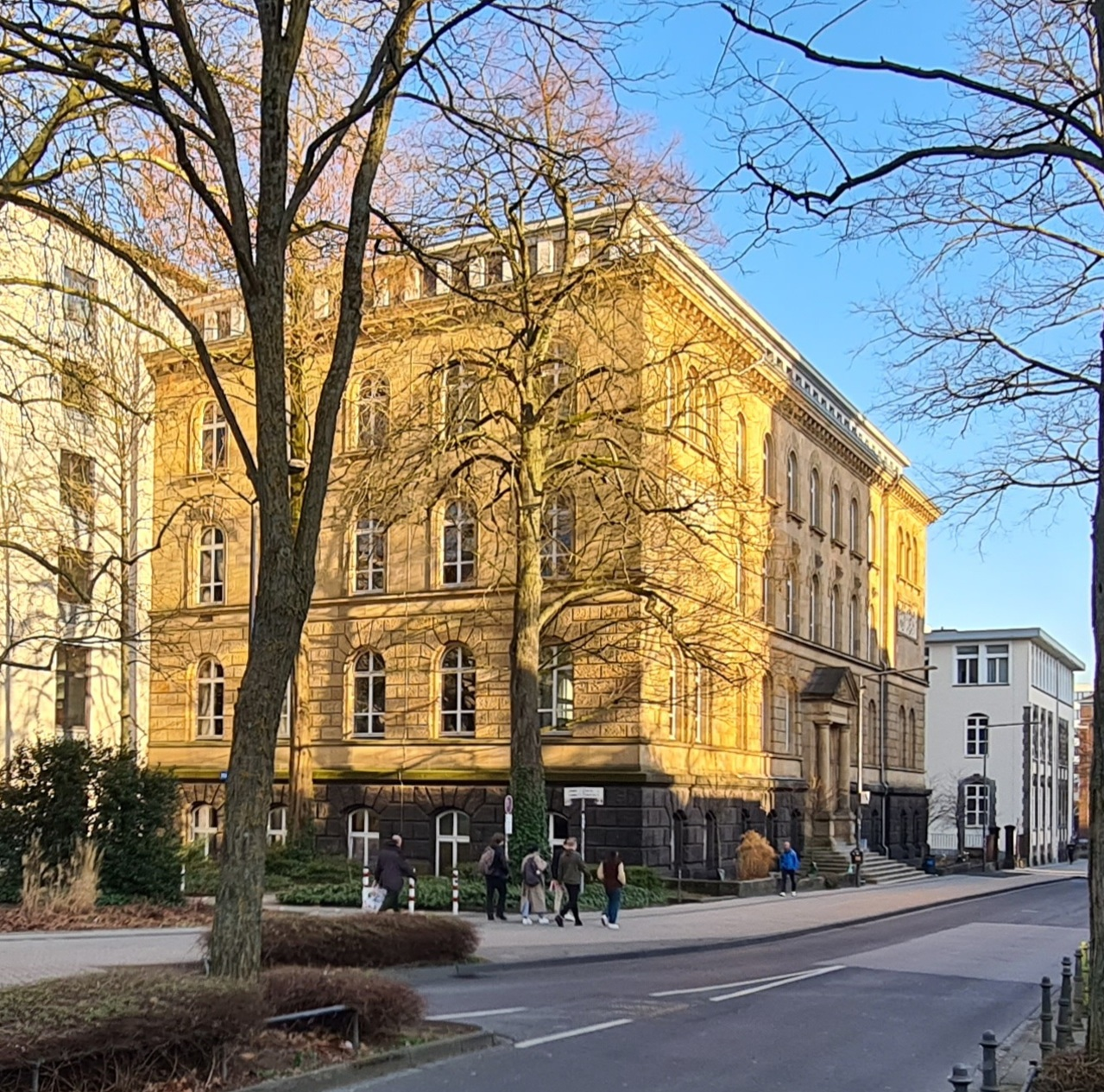
Bergbau-gebouw RWTH